# Лебедево (Торопецкий район)
Ле́бедево — деревня в Торопецком районе Тверской области в Плоскошском сельском поселении.

## География
Расположена примерно в 13 километрах к северо-западу от села Волок на реке Кунья возле впадения в неё ручья Устречка.

## Население
| 2010 |
| ---- |
| 0    |

Население по переписи 2002 года — 3 человека.